# Abispa
Abispa és un gènere d'himenòpters apòcrits de la família dels vèspids (Vespidae), subfamília Eumeninae. Són vespes terrissaires pròpies d'Australàsia.

## Espècies
El gènere Abispa inclou 6 espècies:
- Abispa australiana Mitchell, 1838
- Abispa ephippium (Fabricius, 1775)
- Abispa eximia (Smith, 1865)
- Abispa laticincta van der Vecht, 1960
- Abispa ruficornis Vecht, 1960
- Abispa splendida (Guérin, 1838)